# Карл фон Ливен
Карл Христоф фон Ливен (на немски: Carl Christoph von Lieven) е руски благородник (светлейши княз), офицер (генерал от инфантерията) и политик.
Роден е на 1 февруари 1767 година в Киев в семейството на висш офицер и барон от балтийсконемския благороднически род Ливен. Майка му Шарлоте фон Ливен е възпитателка на децата на император Павел I и получава графска (1799), а след това и княжеска (1826) титла. Карл фон Ливен служи в армията през 1788 – 1801 г. През 1828 – 1833 година е министър на народното просвещение.
Карл фон Ливен умира на 31 декември 1844 година в имението си в Балгале.